# Kaka de Luxe/Paraíso
Kaka de Luxe/Paraíso es un EP de colaboración entre dos grupos punk españoles, «Kaka de Luxe» y «Paraíso». Se publicó cuando ambos grupos ya habían desaparecido.
Incluye los cuatro temas del primer EP de «Kaka de Luxe», de nombre homónimo (Kaka de Luxe), las dos canciones del primer sencillo de Paraíso, además del tema Pero qué público más tonto tengo.

## Canciones del EP[1]
| Lado A |                                       |          |  |
| N.º    | Título                                | Duración |  |
| 1.     | «Rosario/Toca el pito» (Kaka de Luxe) | 4:19     |  |
| 2.     | «Para ti» (Paraíso)                   |          |  |
| 3.     | «Viva el metro» (Kaka de Luxe)        | 2:36     |  |

| Lado B |                                                   |          |  |
| N.º    | Título                                            | Duración |  |
| 1.     | «La pluma eléctrica» (Kaka de Luxe)               | 1:16     |  |
| 2.     | «Pero qué público más tonto tengo» (Kaka de Luxe) | 4:02     |  |
| 3.     | «Estrella de la radio» (Paraíso)                  |          |  |